# HD 75898
HD 75898 (Stribor) – gwiazda w gwiazdozbiorze Rysia. Według pomiarów sondy Gaia opublikowanych w 2018 roku, jest odległa od Słońca o 255 lat świetlnych. Obiega ją co najmniej jedna planeta pozasłoneczna.

## Nazwa
Gwiazda ma nazwę własną Stribor, wywodzącą się z mitologii Słowian. Strzybóg to słowiański bóg wiatru; występuje także w zbiorze opowiadań Priče iz davnine chorwackiej pisarki Ivany Brlić-Mažuranić. Nazwa została wyłoniona w konkursie zorganizowanym w 2019 roku przez Międzynarodową Unię Astronomiczną w ramach stulecia istnienia organizacji. Sto państw zyskało prawo nazwania gwiazd i okrążających je planet, uczestnicy z Chorwacji mogli wybrać nazwę dla tej gwiazdy. Wybrane nazwy miały być powiązane tematycznie i związane z Chorwacją. Spośród nadesłanych propozycji zwyciężyła nazwa Stribor dla gwiazdy i Veles dla planety.

## Charakterystyka
Stribor to żółty karzeł, gwiazda podobna do Słońca; należy do typu widmowego G0. Ma temperaturę około 6021 K, a jej jasność jest ponad trzykrotnie większa niż jasność Słońca. Jej masa to 1,28 masy Słońca, a promień to 1,6 promienia Słońca. Jest najprawdopodobniej młodsza od Słońca, jej wiek ocenia się na 3,8 miliarda lat. Jest niewidoczna gołym okiem, jej obserwowana wielkość gwiazdowa to 8,03m.
W 2007 roku odkryto krążącą wokół tej gwiazdy planetę HD 75898 b (Veles). Planeta jest gazowym olbrzymem 2,5 raza masywniejszym od Jowisza, który obiega swoją gwiazdę w średniej odległości 1,19 au, podobnej do odległości Ziemi od Słońca.